# Werthenbach (Sieg)
Der Werthenbach, im Oberlauf oberhalb von Werthenbach auch Lützelbach genannt, ist ein 9,7 km langer, südöstlicher und orographisch linker Nebenfluss der Sieg im Gebiet der im nordrhein-westfälischen Kreis Siegen-Wittgenstein liegenden Stadt Netphen.

## Name
Der Ort Werthenbach wurde im Jahr 1343 als Wertinbracht erstmals schriftlich erwähnt. Das Grundwort -bracht bezeichnete eine Erhöhungen an alten Fernwegen. Dieses wurde später als -bach umgedeutet und der Name auf das Gewässer übertragen.

## Geographie

### Verlauf
Der Bach entspringt im Südteil des Rothaargebirges als Lützelbach auf der Südostflanke der Stiegelburg (637,8 m) auf etwa 577 m ü. NHN; im Übergangsbereich zu deren nordöstlicher Nebenkuppe Lahnkopf (624,9 m) liegt die Lahnquelle. 
Anfangs wendet sich der Werthenbach nach Südwesten. Schon etwa einen Kilometer hinter seiner Quelle nimmt er linksseitig einen seiner ersten Zuflüsse auf, der vom Nordhang des Bockenberges herabrinnt. Ein paar Meter weiter folgt rechtsseitig ein weiterer, etwas längerer Zufluss. Danach münden noch mehrere kurze Zuflüsse von den umliegenden Bergen ein. Kurz, bevor der Lützelbach die Ortschaft Werthenbach erreicht, nimmt er rechtsseitig noch einen weiteren Zufluss auf, der sich aus zwei Quellen speist. In Werthenbach folgt schließlich der Breitenbach, der wie auch der Lützelbach von der Stiegelburg herabrinnt. Spätestens mit der Mündung des Breitenbachs wird der Flusslauf auch Werthenbach genannt.
Nachdem der Werthenbach noch einige weitere kleine Zuflüsse aufgenommen hat, fließt ihm unterhalb von Werthenbach Bahnhof sein längster Zufluss, der Geiersgrundbach, linksseitig zu. Von Werthenbach wendet sich der Flusslauf nach Westen und später nach Nordwesten. Danach nimmt der Werthenbach noch einige kleinere Zuflüsse auf, dann erreicht er die Ortschaft Helgersdorf. Dort fließt ihm linksseitig der Ochsenbach zu. Zwischen Helgersdorf und Salchendorf folgt rechtsseitig der Schalkenbach, der am Heinenberg entspringt. In Salchendorf fließt ihm dann noch der Mittelbach zu. Danach fließt er durch ein Wiesental parallel zur Johannlandstraße (später Herborner Straße genannt). 
Nach Speisung eines Naturfreibades und Unterquerung der Albert-Irle-Straße in Deuz mündet der Werthenbach auf rund 314 m Höhe linksseitig in die Sieg.

### Einzugsgebiet
Auf seinem 9,7 km langen Weg überwindet der Werthenbach einen Höhenunterschied von 263 m, was einem mittleren Sohlgefälle von 27,1 ‰ entspricht. Er entwässert ein 27,705 km² großes Einzugsgebiet über Sieg und Rhein zur Nordsee. Das Einzugsgebiet der Werthenbach grenzt im Uhrzeigersinn an jenes der Lahn (östlich), Weiß (südlich und südwestlich), Altwiesenbach (nordwestlich) und Sinnernbach (nördlich).
Zum Einzugsgebiet der Werthenbach gehören Hainchen, Irmgarteichen, Helgersdorf, Werthenbach, Salchendorf und Deuz. Dies macht rund 6000 Einwohner bei einer Einwohnerdichte von über 220 Einwohnern pro Quadratkilometer aus.

### Zuflüsse
Wichtigster Nebenfluss des Werthenbachs ist der 7 km lange Geiersgrundbach. Mit einem 10,089 km² großen Einzugsgebiet hat er einen Anteil von mehr als 1/3 an dem des Werthenbachs. Seine Länge ist an der Mündung länger als die Flussstrecke des Wertenbachs.
Zu den Nebenflüssen des Werthenbachs gehören (flussabwärts betrachtet):
| Name            | Seite  | Länge (km) | EZG (km²) | Mündungs- höhe (m ü. NHN) | GKZ      |
| --------------- | ------ | ---------- | --------- | ------------------------- | -------- |
| Breitenbach     | rechts | 2,5        | 1,264     | 388                       | 27212-12 |
| Demmbach        | rechts | 3,5        | 2,388     | 376                       | 27212-14 |
| Geiersgrundbach | links  | 7,0        | 10,089    | 361                       | 27212-2  |
| Ochsenbach      | links  | 1,4        |           | 345                       | 27212-32 |
| Schalkenbach    | rechts | 2,3        | 1,714     | 338                       | 27212-4  |
| Mittelbach      | links  | 1,7        |           | 336                       | 27212-92 |
| Simmelsbach     | links  | 1,2        |           | 332                       | 27212-94 |
| Torrbach        | links  | ca. 1,0    |           | 330                       | 27212-9? |
| Brachbach       | links  | ca. 0,8    |           | 322                       | 27212-9? |

## Verkehrswege
Der Werthenbach wird im Unterlauf begleitet von der Landesstraße 729, die Deuz mit Hainchen verbindet. Von Irmgarteichen nach Werthenbach führt die Kreisstraße 11 durch das Werthenbachtal. Zwischen Deuz und Irmgarteichen betrieb bis 2004 die Kleinbahn Weidenau–Deuz bis 2004 eine normalspurige Kleinbahn.